# 怀特催化剂
怀特催化剂（化学式：C18H20O6PdS2）是一种配位化合物，由伊利诺伊大学的克里斯蒂娜·怀特首次发现并命名。它可由1,2-二(苯亚磺酰基)乙烷和乙酸钯反应得到，为避免其分解，需要在4 °C下储存。它可用作多种烯丙基官能化反应的催化剂。